# Područje oko špilje Vrlovka
Područje oko špilje Vrlovka este o arie protejată (sit de importanță comunitară — SCI) din Croația întinsă pe o suprafață de 5,1 ha, integral pe uscat.

## Localizare
Centrul sitului Područje oko špilje Vrlovka este situat la coordonatele 45°38′13″N 15°23′28″E / 45.637°N 15.391°E.

## Înființare
Situl Područje oko špilje Vrlovka a fost declarat sit de importanță comunitară în iulie 2013 pentru a proteja 5 specii de animale.

## Biodiversitate
Situată în ecoregiunea continentală, aria protejată nu include niciun habitat protejat.
La baza desemnării sitului se află mai multe specii protejate de  mamifere (5): liliac cu picioare lungi (Myotis capaccinii), liliac cărămiziu (Myotis emarginatus), liliacul mediteranean cu potcoavă (Rhinolophus euryale), liliacul mare cu potcoavă (Rhinolophus ferrumequinum), liliacul mic cu potcoavă (Rhinolophus hipposideros).